# Pogonotarsus plumiger
Pogonotarsus plumiger är en skalbaggsart som beskrevs av Hippolyte Louis Gory och Achille Rémy Percheron 1835. Pogonotarsus plumiger ingår i släktet Pogonotarsus och familjen Cetoniidae. Inga underarter finns listade i Catalogue of Life.